# الحسن بن الربيع
أبو علي الحسن بن الربيع بن سليمان البجلي القسري الكوفي البوراني الخشاب. توفي عام 221 هـ أحد العلماء ومن رواة الحديث عند أهل السنة والجماعة. كان من أهل الكوفة ومن أصحاب عبد الله بن المبارك وشهده حين مات وهو ولي تغميضه ودفنه. قال العجلي: «ثقة، رجل صالح متعبد.»

## شيوخه وتلاميذه
- شيوخه ومن روى عنهم: روى عن عبيد الله بن أياد بن لقيط، وعبد الجبار بن الورد، وأبي الأحوص، وحماد بن زيد وأبي إسحاق الحميسي خازم بن الحسين، وخالد بن عبد الله، ومهدي بن ميمون، وطائفة كبيرة.

- تلاميذه ومن روى عنه: البخاري، ومسلم، وأبو داود، والباقون بواسطة، وأبو زرعة الرازي، وأبو حاتم، وأحمد بن أبي غرزة، وعثمان بن سعيد الدارمي، وعلي بن عبد العزيز البغوي، وإسماعيل سمويه، وخلق.[3][4][5]